# 용호초등학교 (경남)
용호초등학교는 대한민국 경상남도 창원시에 있는 공립 초등학교이다.

## 학교 연혁
- 1991년 1월 25일: 개교
- 2021년 7월 1일: 용호초등학교 주소가 의창구에서 성산구로 변경

## 참고 자료
- 용호초등학교 - 한국교육학술정보원 학교알리미